# 덕원군 (함경남도)
덕원군(德源郡)은 오늘날 원산시·문천시의 모체가 되는 군이다. 폐지 당시에 함경남도(현재 조선민주주의인민공화국의 행정 구역에 따르면 강원도)에 속해 있었다.

## 역사
| Daedongyeojido (Gyujanggak) 09-02.jpg | Daedongyeojido (Gyujanggak) 09-01.jpg |
| Daedongyeojido (Gyujanggak) 10-03.jpg | Daedongyeojido (Gyujanggak) 10-02.jpg |

11세기 무렵 의주(宜州)라고 불렸다. 원나라가 점령했다가 공민왕이 되찾았다. 1413년 의천군(宜川郡), 1437년 덕원부(德源府)로 고쳤다. 1895년 23부제에서는 함흥부, 13도제에서는 함경남도에 속하게 되었고, 일본이 원산진의 개항을 요구하여 일본인이 들어오게 되었다.
일제강점기 직후에 원산부가 되었다가 1914년 원산부의 영역을 개항장 일대로 축소시키고, 교외 지역을 덕원군으로 분리하였다. 이때 안변군의 영풍면을 편입하여 풍하면, 풍상면으로 나누고, 원산만 주변의 몇몇 섬을 편입하게 되었다. 1914년 당시의 덕원군은 부내면(府內面), 북성면(北城面), 적전면(赤田面), 현면(縣面), 풍하면(豊下面), 풍상면(豊上面)의 6면으로 구성되었다.
1942년 적전면과 현면을 원산부에 편입하고, 부내면(이후 덕원면으로 개칭), 북성면, 풍하면, 풍상면을 문천군에 편입함으로써, 덕원군은 폐지되었다. 1952년 문천군 풍하면, 풍상면을 관할로 법동군이 생겼다.
현재, 폐지 당시의 덕원군은 풍하면, 풍상면이 법동군에, 덕원면, 적전면, 현면은 원산시에, 북성면은 문천시에 속해 있다. 단 옛 덕원면의 관산리와 풍촌리는 현재 문천시의 관풍동이 되어 있다.

## 문화
부내면에 있던 덕원수도원은 가톨릭 수도원으로 유명하다. 수도원 경내에 덕원신학교도 있었다.
1. ↑  덕원 (德源) - 한국민족문화대백과사전.